# 673
673 (DCLXXIII) je bilo navadno leto, ki se je po julijanskem koledarju začelo na soboto.

## Dogodki
- 1. januar

## Rojstva
- Hilperik II., kralj Frankov († 721)

## Smrti
- Klotar III., kralj Nevstrije in Burgundije (* 652)